# Rhianna Pratchett
Rhianna Pratchett (ur. 30 grudnia 1976 roku w Rowberrow w Anglii) – niezależna scenarzystka gier komputerowych, powieściopisarka, była dziennikarka. Jest członkinią Writers’ Guild of Great Britain.

## Życiorys
Jest córką Terry’ego Pratchetta – znanego pisarza fantasy, autora serii książek Świat Dysku.
Po ukończeniu szkoły dziennikarskiej pracowała dla magazynu Minx, który opisała jako „modny” magazyn dla młodych kobiet, dodając, że „to wstyd, że większość obecnych magazynów dla kobiet nie jest taka, jak ten”.
Specjalizuje się ona w rozwijaniu historii, humoru i charakteryzacji gier komputerowych. Pisze regularnie do gazety „The Guardian”, ponadto pisała do obecnie nieistniejącego magazynu o grach „PC Zone”.
W sierpniu 2006 roku magazyn „Edge” umieścił ją w gronie „100 najbardziej wpływowych kobiet w przemyśle gier”.

## Projekty
- Mirror’s Edge
- Dungeon Hero(inne języki)
- Overlord
- Overlord: Dark Legend(inne języki)
- Overlord: Minions(inne języki)
- Overlord II
- Prince of Persia (dodatkowe dialogi)
- Risen (angielska lokalizacja)
- Tomb Raider
- Rise of the Tomb Raider
- Viking: Battle for Asgard(inne języki)

### Pozostałe prace
Rhianna napisała opowiadanie fantasy pod tytułem Dziecię Chaosu rozprowadzane wraz z grą komputerową Beyond Divinity. Jest autorką scenariuszy i fabuł do wielu gier, jak Heavenly Sword czy Overlord. Była dwukrotnie nominowana do nagrody Writers’ Guild of Great Britain’s w 2008 roku za najlepszy scenariusz do gry Heavenly Sword (wraz z Tameem Antoniadesem i Andym Serkisem) oraz Overlord. Jest również autorką komiksu opartego na grze Mirror’s Edge.
6 września 2010 roku ogłoszono, że podpisała ona kontrakt na scenariusz do filmu producenta Paula Athertona. Film o roboczej nazwie Vigilia ma się ukazać w 2013 roku.
W 2020 r. wydała gamebook Crystal of Storms.

### Telewizja
Rhianna Pratchett będzie współautorką scenariusza do serialu The Watch, osadzonego w uniwersum Świata Dysku i opartego na postaciach z powieści Terry’ego Pratchetta o Straży Miejskiej.